# Gangwon (đạo lịch sử)

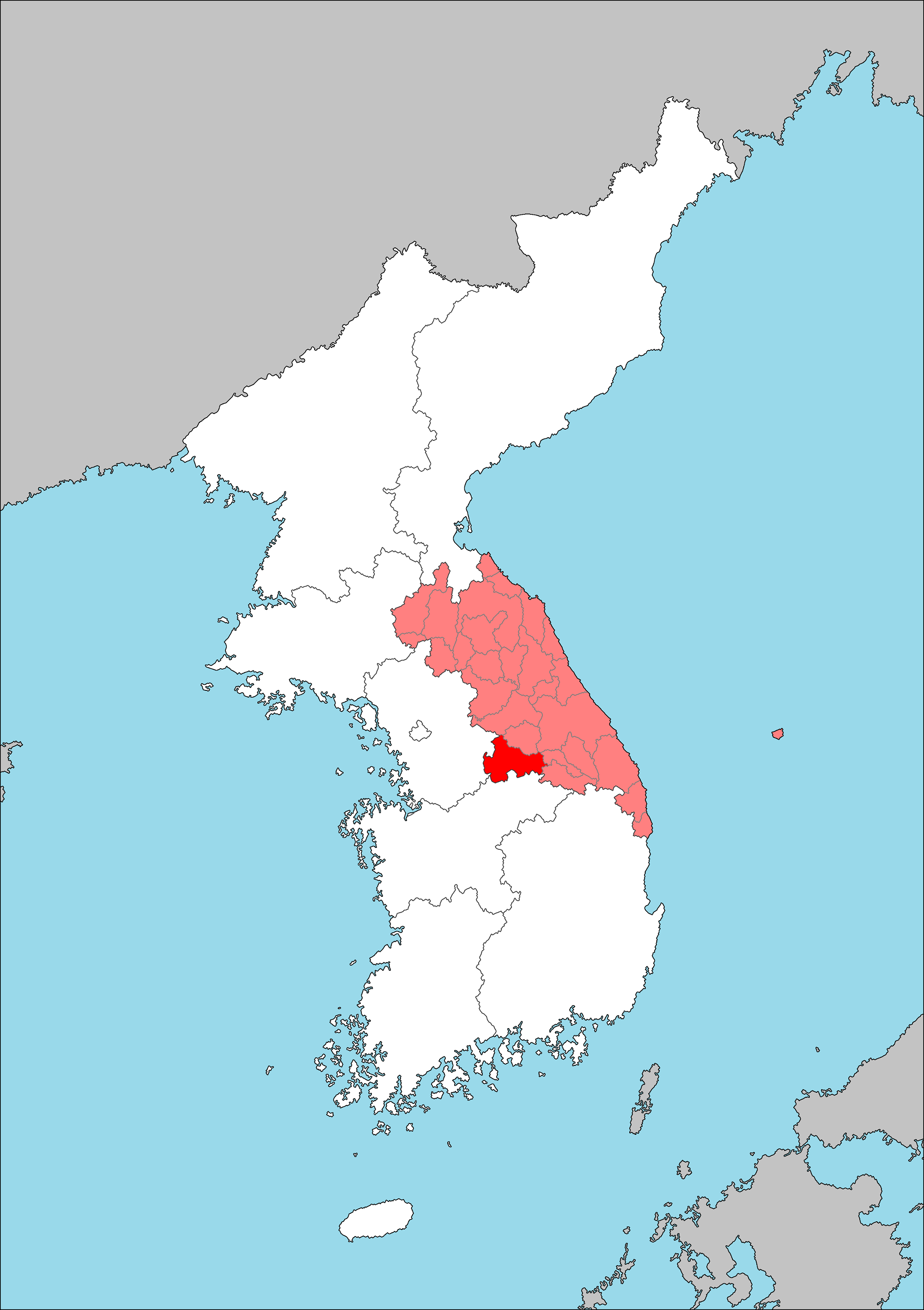
Gangwon (đổ nhạt) trong triều đại Joseon (trắng). Màu đỏ đậm là thủ phủ Wonju.

Tỉnh Gangwon, Gangwon-do (Hàn Quốc phát âm: [kaŋwʌn do], Hán Việt: Giang Nguyên đạo) là một trong tám tỉnh của Triều Tiên trong triều đại Joseon. Tỉnh được thành lập năm 1395, và lấy tên từ tên của các thành phố chính của khu vực Gangneung (강릉; 江陵) và thủ phủ của tỉnh là Wonju (원주; 原 州).
Năm 1895, Gangwon-do đã được thay thế bởi các huyện Chuncheon (Chuncheon-bu; 춘천부; 春川 府) ở phía Tây và khu vực Gangneung (khu vực Gangneung-bu; 강릉부 江陵 府) ở phía đông. (Wonju đã trở thành một phần của huyện Chungju).
Năm 1896, Triều Tiên chia là thành mười ba tỉnh, và hai huyện được sáp nhập với tỉnh Gangwon-do tái tạo lập. Mặc dù Wonju tái gia nhập Gangwon-làm tỉnh, thủ phủ của tỉnh đã được chuyển đến Chuncheon.
Với sự chia cắt Triều Tiên năm 1945, thành lập hai nước Triều Tiên năm 1948, và kết thúc của cuộc chiến tranh Triều Tiên năm 1953, Gangwon được chia thành tỉnh riêng biệt một lần nữa: Gangwon-do (Hàn Quốc) và Kangwon-do (Bắc Triều Tiên).